# Csoporthomomorfizmus
A matematikában, pontosabban a csoportelméletben a csoporthomomorfizmus olyan leképezés, mely a csoportstruktúrával kompatibilis. A matematika olyan területein, ahol olyan csoportokat vizsgálnak, amelyek további struktúrával vannak ellátva, a homomorfizmus gyakran olyan leképezést jelent, amely ezt a további struktúrát is megőrzi. Például, a topologikus csoportok homomorfizmusairól gyakran felteszik, hogy folytonosak.

## Definíció
Legyenek {\displaystyle (G,*)} és {\displaystyle (H,\cdot )} csoportok. Egy {\displaystyle \varphi :G\to H} leképezést csoporthomomorfizmusnak hívunk, ha bármely {\displaystyle g_{1},g_{2}\in G}-re teljesül
{\displaystyle \varphi (g_{1}*g_{2})=\varphi (g_{1})\cdot \varphi (g_{2}),}
ahol az egyenlet bal oldalán a {\displaystyle G}, jobb oldalán pedig a {\displaystyle H} csoportművelete szerepel.

## A definíció következményei
Ha {\displaystyle (G,*)} neutrális eleme {\displaystyle e}, akkor {\displaystyle H} neutrális eleme {\displaystyle \varphi (e)}. Ennek bizonyítására legyen {\displaystyle e_{H}} {\displaystyle (H,\cdot )} neutrális eleme. A neutrális elem és a csoporthomomorfizmus definíciójából következik, hogy
{\displaystyle e_{H}\cdot \varphi (e)=\varphi (e)=\varphi (e*e)=\varphi (e)\cdot \varphi (e).}
Ebből következik, hogy {\displaystyle \varphi (e)=e_{H}}.
Egy csoporthomomorfizmus a neutrális elemen kívül bármely elem inverzét is megtartja: bármely {\displaystyle g\in G}-re teljesül {\displaystyle \varphi (g^{-1})=(\varphi (g))^{-1}}. Ezt hasonlóan lehet bizonyítani:
{\displaystyle \varphi (g^{-1})\cdot \varphi (g)=\varphi (g^{-1}*g)=\varphi (e)=e_{H}.}
Ha {\displaystyle {\tilde {G}}} részcsoportja {\displaystyle G}-nek, akkor {\displaystyle \varphi ({\tilde {G}})} részcsoportja {\displaystyle H}-nak: mivel a részcsoport definíciója szerint {\displaystyle e\in {\tilde {G}}}, ezért {\displaystyle e_{H}=\varphi (e)\in \varphi ({\tilde {G}})}. A csoporthomomorfizmus definíciójából pedig következik, hogy bármely {\displaystyle h_{1},h_{2}\in \varphi ({\tilde {G}})}-re teljesül, hogy {\displaystyle h_{1}\cdot h_{2}^{-1}} is {\displaystyle \varphi ({\tilde {G}})} eleme, tehát {\displaystyle \varphi ({\tilde {G}})} részcsoportja {\displaystyle H}-nak.
Hasonló módon bizonyítható, hogy ha {\displaystyle {\tilde {H}}} részcsoportja {\displaystyle H}-nak, akkor {\displaystyle \varphi ^{-1}({\tilde {H}})=\{g\in G|\varphi (g)\in {\tilde {H}}\}} részcsoportja {\displaystyle G}-nek. Továbbá, ha {\displaystyle {\tilde {H}}} normálosztója {\displaystyle H}-nak, akkor {\displaystyle \varphi ^{-1}({\tilde {H}})} normálosztója {\displaystyle G}-nek.

## Típusai
- Monomorfizmus: injektív homomorfizmus
- Epimorfizmus: szürjektív homomorfizmus
- Izomorfizmus: olyan homomorfizmus, amely egyszerre injektív és szürjektív, tehát bijektív. Egy csoportizomorfizmus inverze is csoportizomorfizmus. Ha {\displaystyle G} és {\displaystyle H} csoportok, {\displaystyle \varphi :G\to H} csoportizomorfizmus, akkor {\displaystyle G}-t és {\displaystyle H}-t izomorfnak hívjuk. Ebben az esetben {\displaystyle G} és {\displaystyle H} elemei a neutrális elemet kivéve kizárólag jelölésükben különböznek.
- Endomorfizmus: olyan homomorfizmus, melynek értelmezési tartománya és értékkészlete is ugyanaz a csoport. Egy {\displaystyle \varphi :G\to G} csoporthomomorfizmust {\displaystyle G} endomorfizmusának hívjuk.
- Automorfizmus: olyan csoportendomorfizmus, amely bijektív, tehát csoportizomorfizmus is. Egy adott {\displaystyle G} csoport automorfizmusainak halmaza a függvénykompozíció műveletével szintén csoportot alkot, ezt {\displaystyle G} automorfizmus-csoportjának hívjuk, jelölése {\displaystyle \operatorname {Aut} (G)}.

## Mag és képtér
Adott {\displaystyle \varphi :G\to H} csoporthomomorfizmus magja alatt értjük {\displaystyle G} olyan elemeit, amelyeket a homomorfizmus {\displaystyle H} neutrális elemébe képez le:
{\displaystyle \operatorname {ker} (\varphi )=\{g\in G|\varphi (g)=e_{H}\},}
a homomorfizmus képtere pedig
{\displaystyle \operatorname {im} (\varphi )=\varphi (G)=\{\varphi (g)|g\in G\}.}
Az első izomorfizmustétel kimondja, hogy {\displaystyle \operatorname {ker} (\varphi )} normálosztója {\displaystyle G}-nek, és {\displaystyle \operatorname {im} (\varphi )} izomorf a {\displaystyle G/\operatorname {ker} (\varphi )} faktorcsoporthoz.
A csoporthomomorfizmus {\displaystyle \varphi } akkor és csak akkor injektív, (tehát csoportmonomorfizmus) ha {\displaystyle \operatorname {ker} (\varphi )=\{e_{G}\}}.

## Példák
- Legyen {\displaystyle (\mathbb {Z} ,+)} az egész számok csoportja, {\displaystyle (H,\cdot )} egy tetszőleges csoport és {\displaystyle h\in H}. A leképezés {\displaystyle \varphi :\mathbb {Z} \to H,\,\varphi (n)=h^{n}} egy csoporthomomorfizmus, ugyanis

{\displaystyle \varphi (m+n)=h^{m+n}=h^{m}\cdot h^{n}=\varphi (m)\cdot \varphi (n).}
Ha {\displaystyle H} egy ciklikus csoport, melynek generátora {\displaystyle h}, rendje pedig {\displaystyle n}, akkor {\displaystyle \operatorname {ker} (\varphi )=n\mathbb {Z} } és {\displaystyle \mathbb {Z} /\operatorname {ker} (\varphi )=\mathbb {Z} /n\mathbb {Z} \cong H}.
- Legyen {\displaystyle G=\operatorname {GL} _{2}(\mathbb {R} )} az invertálható {\displaystyle 2x2}-es valós mátrixok csoportja a mátrixszorzás műveletével. A determináns definíciójának segítségével létrehozható egy csoporthomomorfizmus {\displaystyle \varphi :\operatorname {GL} _{2}(\mathbb {R} )\to \mathbb {R} \setminus \{0\},\,A\mapsto \operatorname {det} (A)}, ugyanis {\displaystyle \operatorname {det} (AB)=\operatorname {det} (A)\operatorname {det} (B)}.

## Abel-csoportok homomorfizmusai
Legyen {\displaystyle G} egy tetszőleges csoport, {\displaystyle H} pedig egy Abel-csoport. A {\displaystyle G} és {\displaystyle H} közötti csoporthomomorfizmusok halmazát jelöljük {\displaystyle Hom(G,H)}-val, mely önmaga is egy Abel-csoport a „pontbeli” összeadás műveletével:
{\displaystyle (\varphi _{1}+\varphi _{2})(g)=\varphi _{1}(g)+\varphi _{2}(g)\quad \forall g\in G.}
A homomorfizmusok összeadása a következőképpen kompatibilis a függvénykompozícióval: ha {\displaystyle \varphi _{1}\in Hom(K,G)}, {\displaystyle \varphi _{2},\varphi _{3}\in Hom(G,H)}, és {\displaystyle \varphi _{4}\in Hom(H,L)}, akkor
{\displaystyle (\varphi _{2}+\varphi _{3})\circ \varphi _{1}=(\varphi _{2}\circ \varphi _{1})+(\varphi _{3}\circ \varphi _{1})\quad } és {\displaystyle \quad \varphi _{4}\circ (\varphi _{2}+\varphi _{3})=(\varphi _{4}\circ \varphi _{2})+(\varphi _{4}\circ \varphi _{3}).}
Mivel a kompozíció asszociatív, egy adott {\displaystyle G} Abel-csoport endomorfizmusainak halmaza egy gyűrűt alkot, ezt {\displaystyle G} endomorfizmusgyűrűjének hívjuk.

## Kategóriaelméletben
A {\displaystyle Grp} olyan kategória, melynek objektumai csoportok, morfizmusai pedig csoporthomomorfizmusok. A definíciót lehetővé teszi, hogy a csoporthomomorfizmusok kompozíciója egy asszociatív művelet, továbbá {\displaystyle \varphi _{1}:G\to H} és {\displaystyle \varphi _{2}:H\to K} csoporthomomorfizmusokra teljesül, hogy {\displaystyle \varphi _{2}\circ \varphi _{1}:G\to K} is egy csoporthomomorfizmus. A véges csoportok kategóriája {\displaystyle FinGrp} teljes részkategóriája {\displaystyle Grp}-nek.

## Fordítás
Ez a szócikk részben vagy egészben  a   Group homomorphism című angol Wikipédia-szócikk fordításán alapul.  Az eredeti cikk szerkesztőit annak laptörténete sorolja fel. Ez a jelzés csupán a megfogalmazás eredetét és a szerzői jogokat jelzi, nem szolgál a cikkben szereplő információk forrásmegjelöléseként.